# Damien Plessis
Damien Plessis (ur. 5 marca 1988 w Neuville-aux-Bois) – francuski piłkarz, gracz SS Capricorne.

## Kariera

### Olympique Lyon
Karierę rozpoczął w Olympique Lyon, w którym występował w drużynach młodzieżowych. Grał w jednym zespole m.in. z Karimem Benzemą i Hatemem Ben Arfa, jednak w przeciwieństwie do nich nie zdołał przebić się do kadry pierwszego zespołu.

### Liverpool
W ostatni dzień okna transferowego, 31 sierpnia 2007, Francuz podpisał z Liverpoolem trzyletni kontrakt. Menedżer The Reds, Rafa Benítez po podpisaniu umowy z zawodnikiem powiedział: Jest dobrym piłkarzem, wysokim i silnym. Jesteśmy przekonani, że będzie bardzo przydatny dla zespołu. On jest jeszcze młodym chłopcem, przed którym dużo pracy, ale im szybciej będzie się rozwijał, tym szybciej dostanie szansę gry w pierwszej drużynie. Na początku kariery na Anfield występował w rezerwach, z którymi w 2008 zwyciężył w rozgrywkach. Debiut w pierwszym zespole zaliczył 5 kwietnia 2008 w zremisowanych 1:1 meczu na wyjeździe z Arsenalem Londyn. Rafa Benítez tak skomentował jego występ: Podpisując z nim kontrakt wiedzieliśmy, że jest utalentowanym graczem. Naprawdę dobrze grał w rezerwach Liverpoolu, a swoim dzisiejszym występem udowodnił, że idziemy we właściwym kierunku.
Przed sezonem 2008/2009 Plessis zarezerwował dla siebie koszulkę z numerem 28 w dowód uznania za oficjalne wprowadzenie go do pierwszego składu. Pierwszy mecz w sezonie rozegrał w spotkaniu ze Standardem Liège w ramach eliminacji do fazy grupowej Ligi Mistrzów. Wystąpił również w pierwszym meczu rozgrywek ligowych z Sunderlandem, w którym to na murawie spędził 45 minut, po czym został zmieniony przez Xabiego Alonso.
| Sezon   | Klub                         | Kraj       | Rozgrywki            | Mecze | Bramki | Rozgrywki Europy   | Mecze | Bramki |
| ------- | ---------------------------- | ---------- | -------------------- | ----- | ------ | ------------------ | ----- | ------ |
| 2006/07 | Olympique Lyon               | Francja    | Ligue 1              | 0     | 0      | –                  | –     | –      |
| 2007/08 | Liverpool F.C.               | Anglia     | Premier League       | 2     | 0      | –                  | –     | –      |
| 2008/09 | Liverpool F.C.               | Anglia     | Premier League       | 1     | 0      | Liga Mistrzów UEFA | 2     | 0      |
| 2009/10 | Liverpool F.C.               | Anglia     | Premier League       | 0     | 0      | –                  | –     | –      |
| 2010/11 | Panathinaikos AO             | Grecja     | Alpha Ethniki        | 4     | 0      | Liga Mistrzów UEFA | 3     | 0      |
| 2011/12 | Panathinaikos AO             | Grecja     | Alpha Ethniki        | 0     | 0      | –                  | –     | –      |
| 2011/12 | Doncaster Rovers F.C. (wyp.) | Anglia     | Championship         | 0     | 0      | –                  | –     | –      |
| 2012/13 | AC Arles-Avignon             | Francja    | Ligue 2              | 32    | 0      | –                  | –     | –      |
| 2013/14 | AC Arles-Avignon             | Francja    | Ligue 2              | 8     | 0      | –                  | –     | –      |
| 2013/14 | FC Lausanne-Sport            | Szwajcaria | Swiss Super League   | 13    | 0      | –                  | –     | –      |
| 2014/15 | LB Châteauroux               | Francja    | Ligue 2              | 30    | 1      | –                  | –     | –      |
| 2015/16 | LB Châteauroux               | Francja    | Championnat National | 2     | 0      | –                  | –     | –      |
| 2015/16 | CS Marítimo                  | Portugalia | Primeira Liga        | 9     | 0      | –                  | –     | –      |
| 2017    | Örebro SK                    | Szwecja    | Allsvenskan          | 5     | 0      | –                  | –     | –      |

## Kariera Reprezentacja
Plessis jest byłym reprezentantem Francji U-19, w której występował razem z kolegą z Liverpoolu, Davidem N’Gogiem. Z kadrą dotarł do półfinału Młodzieżowych Mistrzostw Europy U-19 w 2007.